# Journal of Physics
Journal of Physics besteht aus einer Reihe von begutachteten wissenschaftlichen Fachzeitschriften. Sie werden vom Institute of Physics (IOP) veröffentlicht.

## Journal of Physics A
Journal of Physics A: Mathematical and Theoretical behandelt seit 2007 theoretische Physik und fortgeschrittene mathematische Techniken. Es wurde unter verschiedenen Bezeichnungen veröffentlicht. 1968–1972: Journal of Physics A: General Physics; 1973–1974: Journal of Physics A: Mathematical, Nuclear and General; 1975–2006: Journal of Physics A: Mathematical and General. Der Impact Factor für 2018 betrug 2,110 (2014: 1,583).
- ISSN 1751-8113 (Druck)
- ISSN 1751-8121 (web)
- LCCN 2007-252300
- OCLC 78212172

## Journal of Physics B
Journal of Physics B: Atomic, Molecular and Optical Physics behandelt seit 1988 Atomphysik und Molekülphysik, Streuung, Ionisation, Quantenoptik, Quanteninformation und anderes. Es wurde unter verschiedenen Bezeichnungen veröffentlicht. 1968–1987: Journal of Physics B: Atomic and Molecular Physics.
2006 wurde die Zeitschrift mit dem Journal of Optics B (1999–2005) zusammengeführt. Der Impact Factor für 2014 betrug 1,975.
- ISSN 0953-4075 (Druck)
- ISSN 1361-6455 (web)
- LCCN 88-659276
- OCLC 17570920

## Journal of Physics C
Siehe Journal of Physics: Condensed Matter.

## Journal of Physics D
Journal of Physics D: Applied Physics wurde 1969 begründet und behandelt unter anderem Magnetismus, Photonik und Halbleiter, Plasma, Struktur und Eigenschaften der Materie. Der Impact Factor für 2014 betrug 2,721.
- ISSN 0022-3727 (Druck)
- ISSN 1361-6463 (web)
- OCLC 50353526

## Journal of Physics E
1919 wurde das Journal of Scientific Instruments begründet, das von 1969 bis 1989 den Namen Journal of Physics E: Scientific Instruments trug. Es behandelte vor allem Theorie und Praxis von Messungen und Messinstrumenten. Seit 1990 wird es unter dem Namen Measurement Science and Technology veröffentlicht.

## Journal of Physics F
Siehe Journal of Physics: Condensed Matter.

## Journal of Physics G
Journal of Physics G: Nuclear and Particle Physics wurde 1975 unter dem Namen  begründet und behandelt theoretische und experimentelle Forschung zur Kernphysik, Teilchenphysik, und Astroteilchenphysik. 1975–1988 trug es den Namen Journal of Physics G: Nuclear Physics. Der Impact Factor für 2012 betrug 5,326 (Vorjahr: 4,178).
- ISSN 0954-3899 (Druck)
- ISSN 1361-6471 (web)

## Journal of Physics: Condensed Matter
Journal of Physics: Condensed Matter wurde 1989 begründet und behandelt kondensierte Materie und anderes. Es wurde unter verschiedenen Bezeichnungen veröffentlicht. Journal of Physics C: Solid State Physics (1968–1988); Journal of Physics F: Metal Physics (1971–1988). Der Impact Factor für 2011 betrug 2,546.
- ISSN 0953-8984 (Druck)
- ISSN 1361-648X (web)
- LCCN 89-655558
- OCLC 34482386

## Journal of Physics: Conference Series
Journal of Physics: Conference Series wurde 2004 begründet und behandelt die Neuigkeiten aus der Physik, wie sie in wissenschaftlichen Konferenzen übermittelt wurden. Es handelt sich um eine Open-Access-Zeitschrift.
- ISSN 1742-6588 (Druck)
- ISSN 1742-6596 (web)